# Itapetininga
Itapetininga város Brazíliában, São Paulo államban. Lakosainak száma 157 016 fő (2015. július 1.). Itapetininga Alambari, Angatuba, Buri, Campina do Monte Alegre, Capão Bonito, Capela do Alto, Guareí, Pilar do Sul, São Miguel Arcanjo, Sarapuí és Tatuí községekkel határos.

## Népesség
A település népességének változása:
| Lakosok száma | 125 559 | 144 377 | 157 016 | 157 790 |
|               | 2000    | 2010    | 2015    | 2022    |